# Ruta Provincial 32 (Córdoba)

## Generalidades
La Ruta Provincial 32 es una carretera argentina de jurisdicción provincial perteneciente a la provincia de Córdoba
.

Se encuentra al oeste de la Laguna de Mar Chiquita. Comienza en el límite con la provincia de Santiago del Estero y termina en la localidad de Obispo Trejo, donde se interseca con la  RP 17  luego de recorrer poco más de 130 km aproximadamente.

Si bien en los últimos años (2018) se extendió el asfaltado de esta arteria, aún posee alrededor de un 40% de su recorrido sin asfaltar, lo que la convierte en una vía difícil de transitar, desde Sebastián Elcano hacia le norte, en especial luego de las lluvias, que la tornan intransitable.

Pasa por las localidades de Las Arrias, Sebastián Elcano y Gutemberg.

## Localidades
Las siguientes localidades ordenadas por departamento, en sentido norte-sur, se encuentran a lo largo de esta ruta. En itálica, los nombres de aquellas que poseen menos de 5.000 hab., según censo 2010 del INDEC.
- Departamento Río Seco: Gutemberg 691, Candelaria Norte 2.377, Eufrasio Loza 166, Sebastián Elcano 2.445
- Departamento Tulumba: Las Arrias 1.178
- Departamento Río Primero: La Posta 241, Obispo Trejo 2.431

## Recorrido
|  |  | tCONTg |

|  | GRZq | tSTR+GRZq | GRZq |  |

|  |  | tSTR |

|  |  | tBHF |

|  |  | tBHF |

|  | tCONTgq | tKRWgr+r |  |  |

|  | tCONTgq | tKRWgr+r |  |  |

|  |  | tBHFe@g |

|  |  | STR |

|  | GRZq | STR+GRZq | GRZq |  |

|  |  | STR |

|  | CONTgq | TBHFeq |  |  |

|  |  | STR |

|  | GRZq | STR+GRZq | GRZq |  |

|  |  | STR |

| BAHN | RGCONTgq | SKRZ-GBUE | RGCONTfq |  |

|  |  | BHF |

| BAHN | RGCONTgq | SKRZ-GBUE | RGCONTfq |  |

|  | CONTgq | TBHFe | CONTfq |  |

## Nota
1. ↑   El kilometraje fue tomado del amojonado en ruta. En caso de ausencia de los mismos, se calculó según información disponible en Internet, o verificación in situ .
2. ↑   Datos oficiales según Dirección de Estadísticas y censos del Gobierno de la Provincia de Córdoba, año 2010 Según datos INDEC